# Liste von Wertformen
Eine Reihe verschiedener Wertformen stellt Karl Marx (1818–1883) in seinem 1867 erschienenen Werk Das Kapital vor, um im Zuge der Wertformanalyse ausgehend von der Doppelform der Ware als Naturalform und Wertform, die Geldform herzuleiten.

## Naturalform und Wertform
Der Gebrauchswert einer Ware ist ihre Naturalform. Unter einem Gebrauchswert versteht Marx „[...] ein Ding, das durch seine Eigenschaften menschliche Bedürfnisse irgendeiner Art befriedigt.“ Marx verwendet dafür auch den Ausdruck des Gutes. In moderner Terminologie ausgedrückt handelt es sich um ein Sachgut. Wenn jemand eine Ware produziert, dann schafft er gesellschaftlichen Gebrauchswert, d. h. Gebrauchswert für andere, die sich diesen Gebrauchswert im Austausch aneignen.
Beispiel: Tonne Eisen, Ellen Leinwand, Quarter Weizen usw.
Kurze Einordnung in die Marxsche Werttheorie
Der Tauschwert einer Ware „[...] erscheint zunächst als das quantitative Verhältnis, die Proportion, worin sich Gebrauchswerte einer Art gegen Gebrauchswerte anderer Art austauschen […].“ Das Austauschverhältnis wird – sofern keine anderen Einflüsse vorliegen – allein durch den Wert der Waren bestimmt und bedeutet, dass in der Tendenz wertgleiche Waren ausgetauscht werden. Der Wert ist nach Marx eine gesellschaftliche Eigenschaft der Waren, deren Größe durch die gesellschaftlich notwendige Arbeitszeit zu ihrer Herstellung bestimmt ist. Warenbesitzer schätzen den Wert der Waren, bevor sie einem Tauschhandel zustimmen. Dazu muss der Wert dargestellt werden. Eben dies leisten die Wertformen. Eine Wertform stellt den Wert einer Ware A durch den Gebrauchswert einer anderen Ware B dar, also durch eine bestimmte Menge von Gütern, die als wertgleich angesehen werden. Die unterschiedlichen Möglichkeiten, den Wert einer Ware darzustellen, werden hier in einer Liste zusammengefasst. Die vier Wertformen unterschieden sich durch ihre Komplexität und durch ihre Relevanz für einzelne Bereiche und für einzelne Etappen der Entwicklung einer warenproduzierenden Gesellschaft.

## Wertverhältnisse
Marx schreibt, „[...] daß die Waren nur Wertgegenständlichkeit besitzen, sofern sie Ausdrücke derselben gesellschaftlichen Einheit, menschlicher Arbeit, sind, daß ihre Wertgegenständlichkeit also rein gesellschaftlich ist, so versteht sich auch von selbst, daß sie nur im gesellschaftlichen Verhältnis von Ware zu Ware erscheinen kann.“
Dieses „gesellschaftliche Verhältnis von Ware zu Ware“ existiert auf dem Markt. Am Anfang von Das Kapital unterstellt Marx einen primitiven Markt, auf dem es noch kein Geld gibt, so dass Waren getauscht werden müssen, um den Besitzer zu wechseln. Des Weiteren unterstellt Marx, dass Waren nur dann getauscht werden, wenn sie (in etwa) denselben Wert haben. Um dies festzustellen, muss der Wert einer Ware gegenständlich gemacht werden. Das tun die Warenbesitzer, indem sie den Wert ihrer Ware durch die Gebrauchswertmenge mindestens einer anderen Ware angeben, die sie für wertgleich halten. Das ist der Tauschwert einer Ware, dessen Grundform Marx wie folgt formuliert:
„x Ware A = y Ware B“
Da es sich hierbei nicht um eine mathematische Gleichung, sondern um einen Wertausdruck handelt, präzisiert Marx, in welchem Sinn diese „Gleichung“ gelesen werden muss:
„x Ware A ist y Ware B wert“.
Der Unterschied zwischen einem Wertausdruck und einer mathematischen Gleichung besteht darin, dass letztere symmetrisch ist, während ein Wertausdruck asymmetrisch ist. Dies bedeutet, dass mit der obigen Formulierung der Wert der Ware A und nicht der Wert der Ware B ausgedrückt wird. Um den Wert der Ware B auszudrücken, müsste der Wertausdruck umgekehrt werden. Ob allerdings der Warenbesitzer der Ware B dem zustimmt, ist fraglich. Er würde behaupten:
„y Ware B ist z Ware A wert.“
Ein Tausch der Waren kommt dann zustande, wenn sich die Warenbesitzer auf das gleiche (implizite) Tauschverhältnis einigen. Dann gilt:
„x Ware A ist y Ware B wert“ und zugleich „y Ware B ist x Ware A wert“.
Die implizite Wertgleichheit kann mathematisch und logisch korrekt wie folgt ausgedrückt werden:
{\displaystyle {\text{x Ware A }}{\stackrel {\mathrm {Wert} }{=}}{\text{ y Ware B}}}.
Aus Gründen der Einfachheit wird im Folgenden die Formulierung als Gleichung verwendet, die dann aber im angegebenen Sinn zu interpretieren ist.

## Einfache (einzelne, zufällige) Wertform (Form I)
Die einfache Wertform wird für zwei verschiedenartige Waren A und B ausgedrückt durch:
{\displaystyle x\ Ware\ A=y\ Ware\ B\ bzw.\,x\,Ware\,A\,ist\,y\,Ware\,B\,wert}Beispiel:
{\displaystyle 20\ \ Ellen\ Leinwand=1\ Rock\ wert}

### Relative Wertform
A befindet sich in relativer Wertform, d. h. der Wert von A stellt sich in der Naturalform von B dar.

### Äquivalentform
B befindet sich in Äquivalentform, dies bedeutet, dass sie unmittelbar mit Ware A austauschbar ist.

## Totale oder entfaltete Wertform (Form II)
Für eine Ware A und alle anderen, von A verschiedene Waren B, C, … wird die totale oder entfaltete Wertform ausgedrückt durch eine Reihe von Gleichungen:
{\displaystyle z\ \,Ware\,A=u\,Ware\,\,B\,oder=v\ \,Ware\,C\ oder=w\ \,Ware\,D\,oder=x\ Ware\ E\,oder=etc.}
Beispiel:
{\displaystyle 20\ Ellen\ Leinwand=1\ Rock\ oder=10\ Pfund\ Tee\ oder=40\ Pfund\,Kaffee\ oder=usw.}

### Entfaltete relative Wertform
A befindet sich in entfalteter relativer Wertform (Form II), weil sich ihr Wert in den Naturalformen aller anderen Waren darstellt. Marx merkt an:

„Der Wert einer Ware, der Leinwand z. B., ist jetzt ausgedrückt in zahllosen andren Elementen der Warenwelt. Jeder andre Warenkörper wird zum Spiegel des Leinwandwerts. So erscheint dieser Wert selbst erst wahrhaft als Gallerte unterschiedsloser menschlicher Arbeit. Denn die ihn bildende Arbeit ist nun ausdrücklich als Arbeit dargestellt, der jede andre menschliche Arbeit gleichgilt, welche Naturalform sie immer besitze und ob sie sich daher in Rock oder Weizen oder Eisen oder Gold usw. vergegenständliche. Durch ihre Wertform steht die Leinwand daher jetzt auch in gesellschaftlichem Verhältnis nicht mehr zu nur einer einzelnen andren Warenart, sondern zur Warenwelt. Als Ware ist sie Bürger dieser Welt. Zugleich liegt in der endlosen Reihe seiner Ausdrücke, daß der Warenwert gleichgültig ist gegen die besondre Form des Gebrauchswerts, worin er erscheint.“

### Besondere Äquivalentform
Jede einzelne der Waren, wie etwa B, befindet sich in besonderer Äquivalentform, insofern sie als eine neben vielen anderen Waren C, D usw. gegen A austauschbar ist. Dies bedeutet laut Marx

„Ebenso gelten die mannigfaltigen in den verschiedenen Warenkörpern enthaltenen bestimmten, konkreten, nützlichen Arbeitsarten jetzt als ebenso viele besondre Verwirklichungs- oder Erscheinungsformen menschlicher Arbeit schlechthin.“

## Mängel der totalen oder entfalteten Wertform
Die totale Wertform besteht aus einer unendlichen Reihe von Wertausdrücken und besitzt noch keine einheitliche Erscheinungsform. Dieser Mangel führt dahin, dass sich jede einzelne der Gleichungen umkehren lässt, denn Marx stellt fest:

„Wenn ein Mann seine Leinwand mit vielen andren Waren austauscht und daher ihren Wert in einer Reihe von andren Waren ausdrückt, so müssen notwendig auch die vielen andren Warenbesitzer ihre Waren mit Leinwand austauschen und daher die Werte ihrer verschiednen Waren in derselben dritten Ware ausdrücken, in Leinwand.“

## Allgemeine Wertform (Form III)
Die allgemeine Wertform wird für ein Ware A und die anderen von A verschiedenen Waren B, C, … ausgedrückt durch eine Reihe von Gleichungen:
u Ware B = oder v Ware C = oder w Ware D = oder x Ware E = oder etc. = z Ware A.
{\displaystyle {\begin{bmatrix}1&{\mbox{Rock}}\\10&{\mbox{Pfd. Tee}}\\40&{\mbox{Pfd. Kaffee}}\\1&{\mbox{Qrtr. Weizen}}\\2&{\mbox{Unzen Gold}}\\1/2&{\mbox{Tonne Eisen}}\\x&{\mbox{Ware A}}\\usw.&{\mbox{Ware}}\\\end{bmatrix}}=20{\mbox{ Ellen Leinwand}}}

### Allgemeine Äquivalentform
Leinwand befindet sich in allgemeiner Äquivalentform oder Form III, weil sie gegen jede andere Ware austauschbar ist.

## Geldform
Marx schreibt:
„Die allgemeine Äquivalentform ist eine Form des Werts überhaupt. Sie kann also jeder Ware zukommen. Andrerseits befindet sich eine Ware nur in allgemeiner Äquivalentform (Form III), weil und sofern sie durch alle andren Waren als Äquivalent ausgeschlossen wird. Und erst vom Augenblick, wo diese Ausschließung sich endgültig auf eine spezifische Warenart beschränkt, hat die einheitliche relative Wertform der Warenwelt objektive Festigkeit und allgemein gesellschaftliche Gültigkeit gewonnen. Die spezifische Warenart nun, mit deren Naturalform die Äquivalentform gesellschaftlich verwächst, wird zur Geldware oder funktioniert als Geld.“
Die Geldform (Form IV) wird für die Geldware und die anderen vom Geld verschiedene Waren B, C, … ausgedrückt durch eine Reihe von Gleichungen:
u Ware B = oder v Ware C = oder w Ware D = oder x Ware E = oder etc. = z Ware Geld.
Historisch hat den Platz des Geldes das Gold erobert.
{\displaystyle {\begin{bmatrix}20&{\mbox{Ellen Leinwand}}\\1&{\mbox{Rock}}\\10&{\mbox{Pfd. Tee}}\\40&{\mbox{Pfd. Kaffee}}\\1&{\mbox{Qrtr. Weizen}}\\2&{\mbox{Unzen Gold}}\\1/2&{\mbox{Tonne Eisen}}\\x&{\mbox{Ware A}}\\\end{bmatrix}}=2{\mbox{ Unzen Gold}}}
Anstelle einer anderen Ware wie z. B. der Leinwand ist laut Marx nun der „Fortschritt“ eingetreten, dass „[...] die allgemeine Äquivalentform jetzt durch gesellschaftliche Gewohnheit endgültig mit der spezifischen Naturalform der Ware Gold verwachsen ist.“

### Preisform
Die Preisform ist die einfache relative Wertform, wobei eine Ware ihren Wert in der betreffenden Geldware ausdrückt.
Beispiel:
{\displaystyle 20\,Ellen\,Leinwand=2\,Unzen\,Gold} oder mit 2 Pfund Sterling als Münznamen für 2 Unzen Gold{\displaystyle 20\,Ellen\,Leinwand=2\,Pfund\,Sterling}

## Frühere Versionen der Wertformanalyse
Die Erstauflage von Das Kapital (1867) ist hinsichtlich der vierten Wertform anders konzipiert. Auf die allgemeine Wertform folgt etwas, das Marx nicht Geldform nennt, sondern bloß Form IV. Nach der Analyse der allgemeinen Wertform meint Marx, dass an dieser Stelle der theoretischen Entwicklung die allgemeine Äquivalentform noch nicht fest an eine bestimmte Warenart gebunden sei. Marx geht noch einmal zurück zur entfalteten Wertform. Wenn man von der Leinwand und der entfalteten Wertform ausgeht, dann bildet jede andere Warenart ein Äquivalent der Leinwand; daher kann jede dieser Waren unmittelbar den Platz mit der Leinwand tauschen.
Dadurch erhalte man Form IV:
{\displaystyle 20\ Ellen\ Leinwand=1\ Rock\ oder=u\ Kaffee\ oder=v\ Thee\ oder=usw.}{\displaystyle 1\ Rock=20\ Ellen\ Leinwand\ oder=u\ Kaffee\ oder=v\ Thee\ oder=usw.}{\displaystyle u\ Kaffee=20\ Ellen\ Leinwand\ oder=1\ Rock\ oder=v\ Thee\ oder=usw.}{\displaystyle v\ Thee=usw.}
Es ergibt sich eine paradoxe Lage: von jeder derartigen Gleichung ausgehend ließe sich eine bestimmte Ware als allgemeines Äquivalent bestimmen, so dass es verschiedene allgemeine Äquivalente gäbe, aber eine Ware kann überhaupt nur dann allgemeines Äquivalent werden, wenn alle anderen Waren es nicht sind. Es kann daher kein allgemeines Äquivalent und somit keine gesellschaftlich gültige Wertform geben. Marx erwähnt Gold nicht. Es bleibt in der Formanalyse offen, welche Warenart zur Geldware wird. Erst im Kapitel über den Austauschprozess, in dem Marx explizit die Handlungen der Warenbesitzer untersucht, spricht Marx von der Geldform und geht darauf ein, welche Warenarten historisch zur Geldware wurden.
Marx verfasste für den Leser, der im dialektischen Denken ungeübt sei, eine vereinfachte schulmeisterliche Darstellung der Wertformanalyse. Diese befindet sich im Anhang der Erstauflage und trägt den Titel Die Werthform. Auf die allgemeine Wertform folgt dort eine weitere Form, die Marx als Geldform bezeichnet. Für die Zweitauflage arbeitete Marx die Analyse der Wertform noch einmal um. Darin, in den Folgeauflagen und in MEW 23 bezeichnet Marx die vierte Form als Geldform.